# ジャン・パルファン

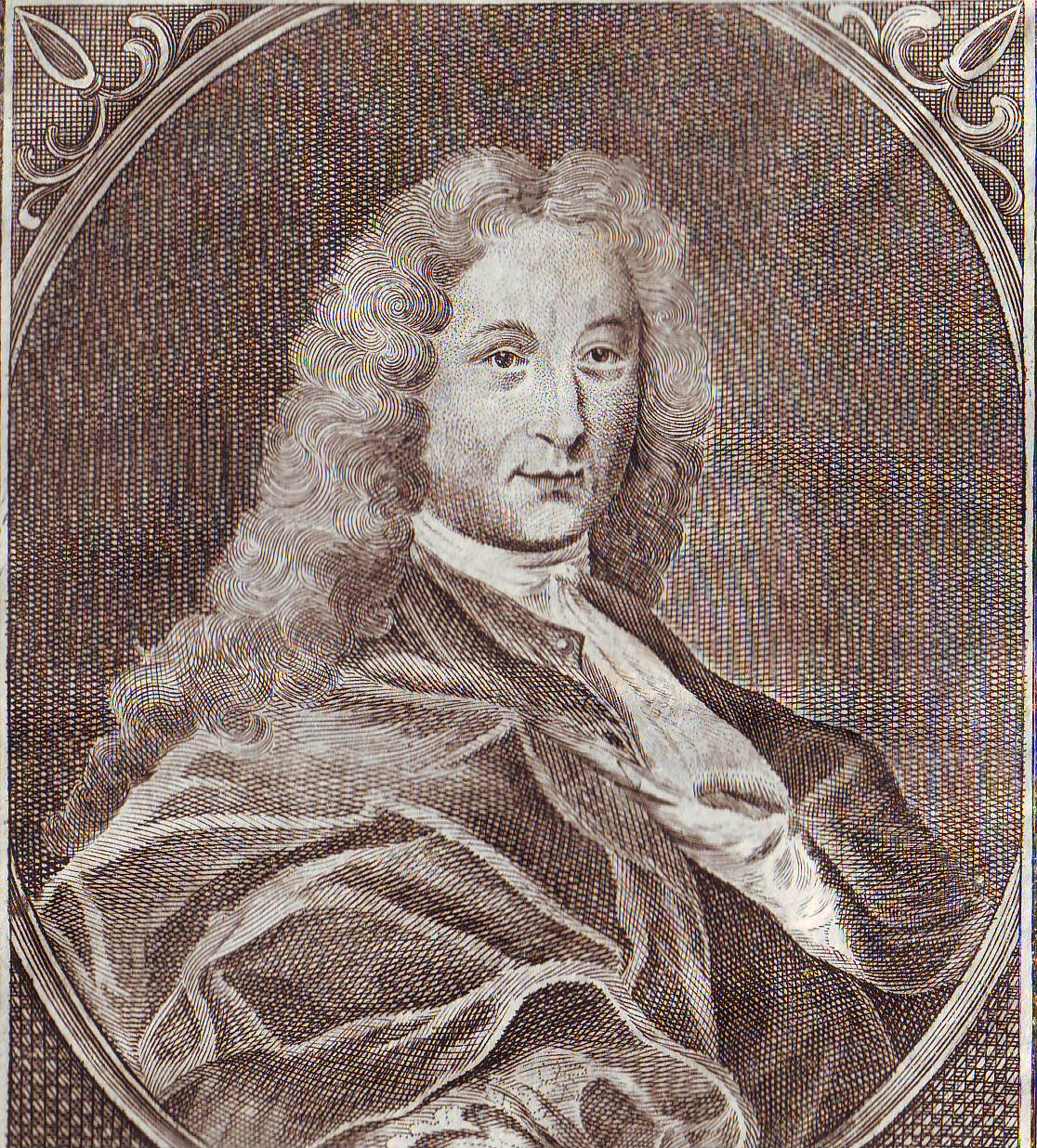
Jan Palfijn, 1758

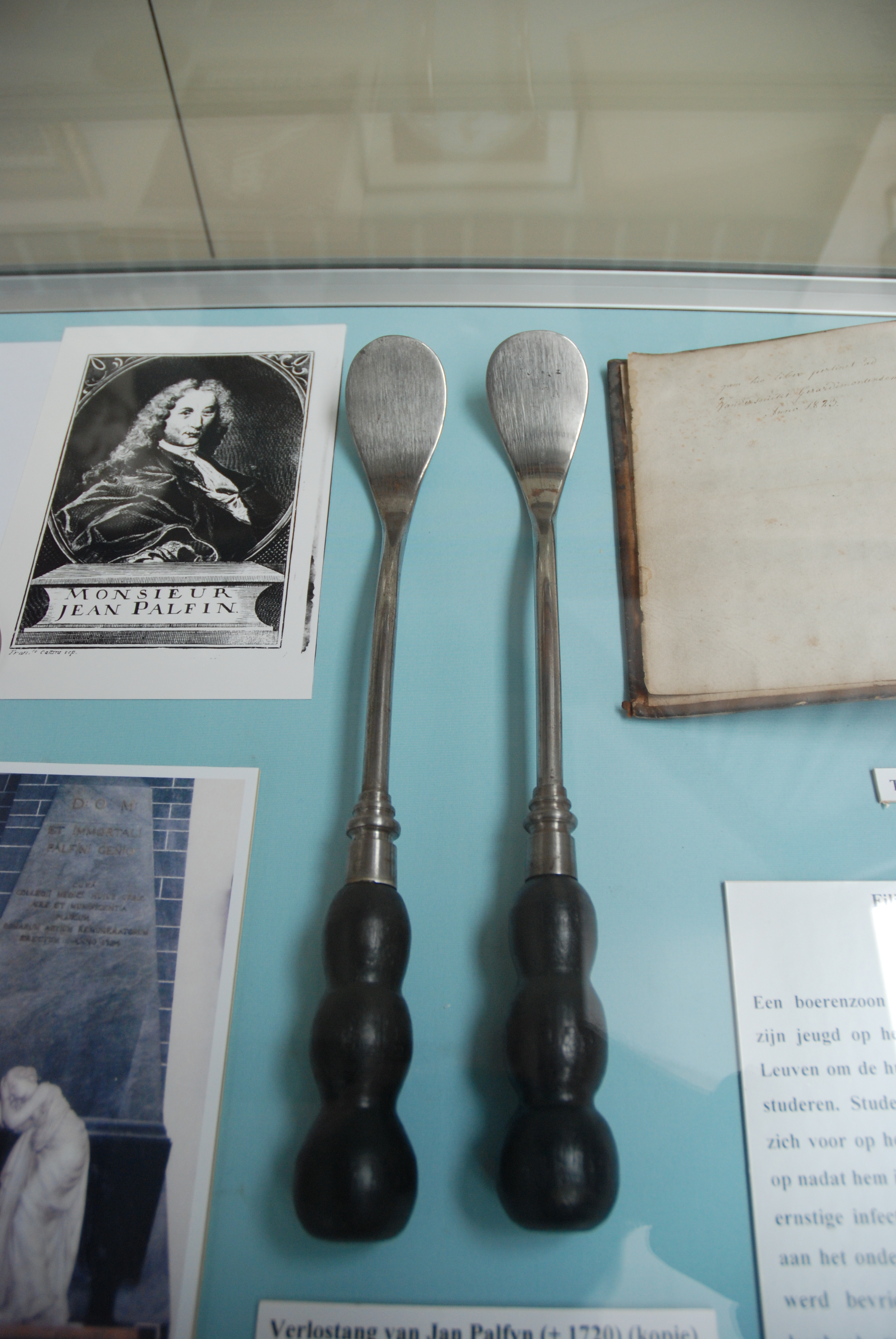
ヘントの医学博物館に展示されている鉗子の複製

ジャン・パルファン（Jan Palfijn または Jean Palfyn、1650年11月28日 – 1730年4月21日）は、フラマン語域の外科医、産婦人科医である。パルファンの解剖書は日本に伝わり、『解体新書』の出版時に参照された『パルヘイン解体書』として知られる。
現在のベルギー、フランドル地方のコルトレイクに生まれた。父親は床屋外科医であり、父親の仕事から医学に親しみ、ヘントの学校でラテン語、ギリシャ語、外科技術を学び、その後パリで学んだ。イーペルで医師を開業した後、1697年にヘントに移り、以降ヘントですごした。産科鉗子の改良で知られる。1727年にパリで、妊婦を救うために死んだ胎児を取り出した公開手術は成功し評判となった。
最初の著書Nuova Osteologiaはフラマン語で1701年に刊行され、フランス語やイタリア語に翻訳された。1710年にアムステルダムで出版された解剖書、Anatomia Chirurgicaは18世紀の外科学に大きな影響を保持した。

## 著書
- Nouvelle osteologie ou Description exacte des os du corps humain accompagnee de remarques chirurgicales sur le traitement de leurs maladies. Cavelier, Paris (1731)
- Nauwkeurige verhandeling van de voornaemste handwerken der heelkonst zoo in de harde, als sagte deelen van 's menschen lichaem. 2 voll., Vermey, Leida (1710)
- Anatomie du corps humain. 2 voll., Cavelier, Paris (1726)